# PYD (пісня)
"PYD" — пісня канадського співака Джастіна Бібера за участі американського автора-виконавця та музичного продюсера R. Kelly. Випущена 18 листопада 2013 року; абревіатура означає "Put You Down" (укр. Завалити тебе). Пісня стала сьомими треком із серії Бібера «Музичні понеділки», першими шістьма з яких були "Heartbreaker" (7 жовтня 2013), "All That Matters" (14 жовтня), "Hold Tight" (21 жовтня), "Recovery" (28 жовтня), "Bad Day" (4 листопада), та "All Bad" (11 листопада). Бібер випускав новий сингл щотижня протягом 10 тижнів із 7 жовтня до 9 грудня 2013 року.

## Створення
Я просто зробив пісню [з ним]. [Бібер] просто попросив мене написати пісню, і вона гаряча. Він хотів взяти і зробити деякий R&B матеріал таким чином, тому ми зібралися і зробили це", R. Kelly розповів в інтерв'ю Vibe 12 листопада 2013 року під час закритого закритої презентації альбому Black Panties.

## Треклист
| Цифрове завантаження | Цифрове завантаження       | Цифрове завантаження |
| #                    | Назва                      | Тривалість           |
| -------------------- | -------------------------- | -------------------- |
| 1.                   | «PYD» (за участі R. Kelly) | 5:17                 |

## Чарти
| Чарт (2013)                               | Найвища позиція |
| ----------------------------------------- | --------------- |
| Австралія (ARIA)                          | 56              |
| Австрія (Ö3 Austria Top 75)               | 49              |
| Бельгія (Ultratop Flanders)               | 24              |
| Бельгія Urban (Ultratop Flanders)         | 6               |
| Бельгія (Ultratop Wallonia)               | 34              |
| Канада (Canadian Hot 100)                 | 32              |
| Данія (Tracklisten)                       | 4               |
| Франція (SNEP)                            | 62              |
| Німеччина (Official German Charts)        | 64              |
| Ірландія (IRMA)                           | 29              |
| Нідерланди (Mega Single Top 100)          | 19              |
| Іспанія (PROMUSICAE)                      | 26              |
| Швейцарія (Media Control AG)              | 27              |
| Велика Британія (Official Charts Company) | 30              |
| Велика Британія (UK R&B Chart)            | 3               |
| США (Billboard Hot 100)                   | 54              |
| США (Hot R&B/Hip-Hop Songs) (Billboard)   | 13              |